# Attentat du 19 mai 2019 à Gizeh
L'attentat du 19 mai 2019 à Gizeh est un attentat terroriste islamiste qui a eu lieu près des pyramides de Gizeh, à Gizeh, près du Caire en Égypte. Dix-sept personnes, originaires d'Égypte et d’Afrique du Sud, ont été blessées dans une explosion visant un bus de touristes, selon plusieurs sources sécuritaire et médicale. 